# Aubrey Huff

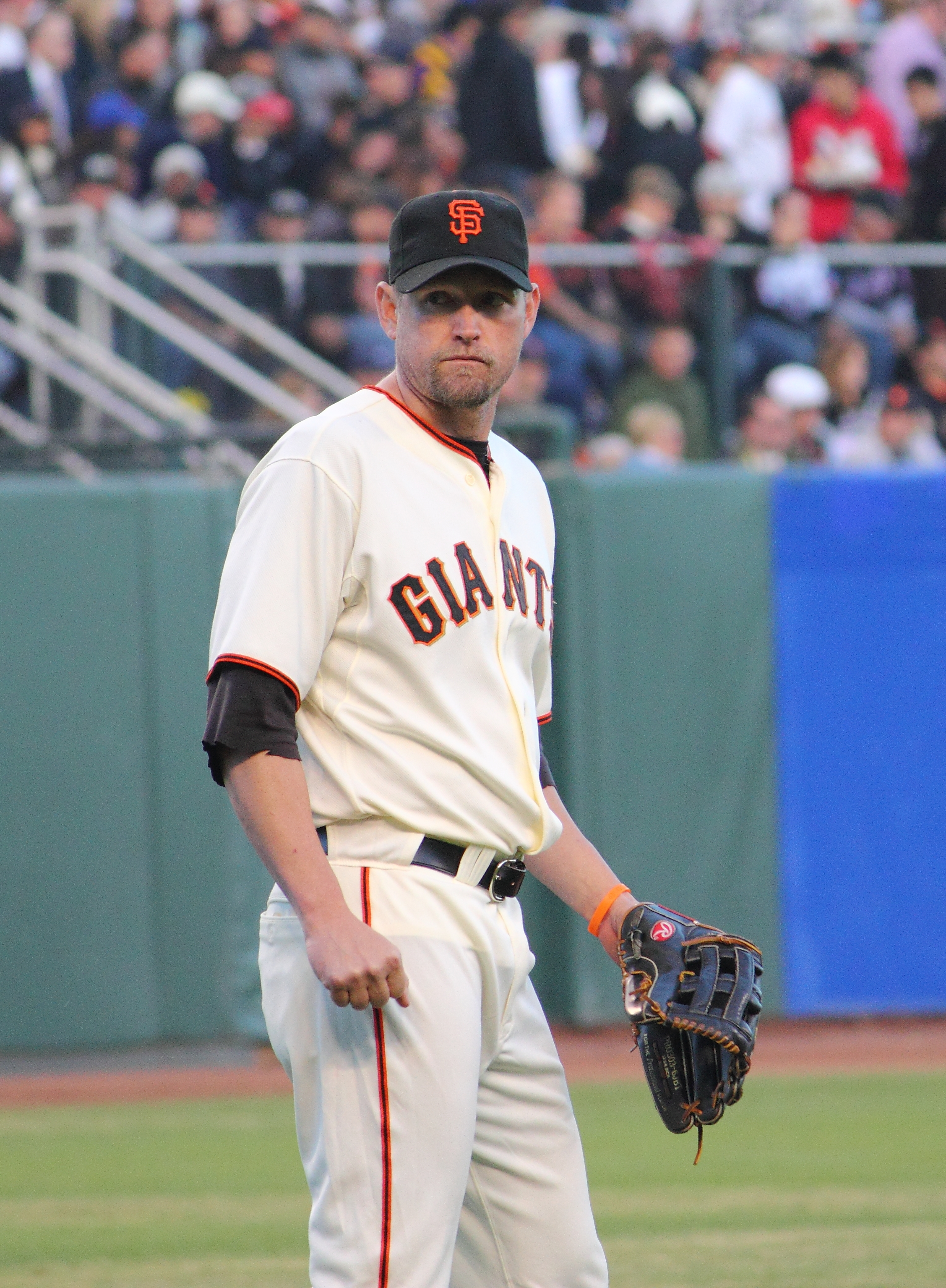

Aubrey Lewis Huff III (20 de dezembro de 1976) é um jogador profissional de beisebol estadunidense.

## Carreira
Aubrey Huff foi campeão da World Series 2010 jogando pelo San Francisco Giants.